# Bundesautobahn 542
Bundesautobahn 542 (em português: Auto-estrada Federal 542) ou A 542, é uma auto-estrada na Alemanha.
A Bundesautobahn 542 tem 5 km de comprimento.

## Estados
Estados percorridos por esta auto-estrada:
- Renânia do Norte-Vestfália